# Gemerské Teplice
Gemerské Teplice – wieś (obec) na Słowacji położona w kraju bańskobystrzyckim, w powiecie Revúca. Pierwsze wzmianki o miejscowości pochodzą z roku 1258.
Według danych z dnia 31 grudnia 2012, wieś zamieszkiwały 364 osoby, w tym 179 kobiet i 185 mężczyzn.
W 2001 roku rozkład populacji względem narodowości i przynależności etnicznej wyglądał następująco:
- Słowacy – 89,13%
- Czesi – 0,27%
- Romowie – 5,98%
- Węgrzy – 4,08%

Ze względu na wyznawaną religię struktura mieszkańców kształtowała się w 2001 roku następująco:
- Katolicy rzymscy – 25%
- Grekokatolicy – 4,08%
- Ewangelicy – 50,27%
- Ateiści – 14,95%
- Nie podano – 4,89%

## Urodzeni
- Samuel „Samo” Tomášik – poeta romantyczny i prozaik, pastor luterański.